# 다비드 라게르크란츠

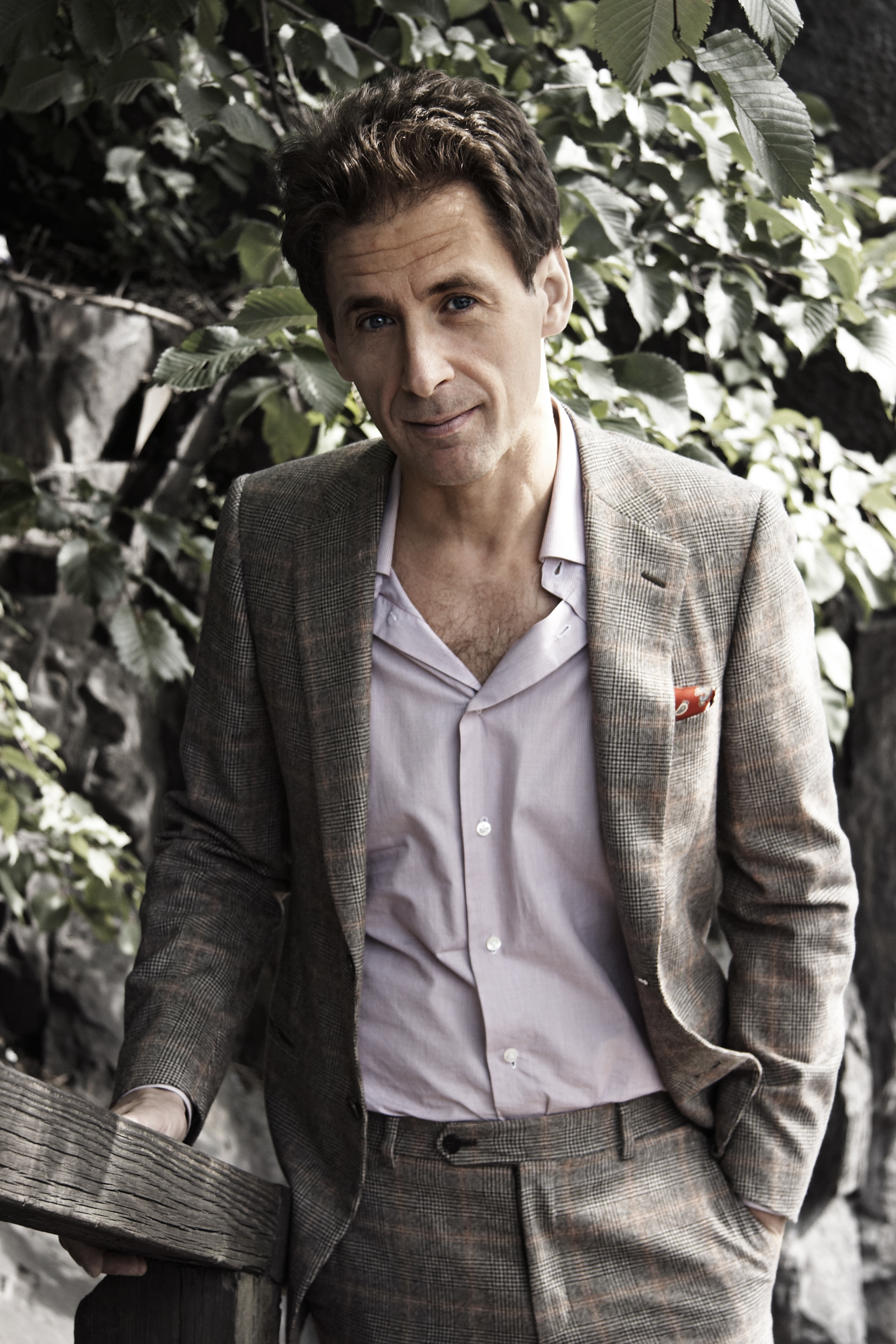
다비드 라게르크란츠

다비드 라게르크란츠(스웨덴어: David Lagercrantz, 1962년 9월 4일 스톡홀름주 솔나 시 ~ )는 스웨덴의 소설가, 언론인이다. 국제펜클럽 스웨덴 지부의 회원으로 활동하고 있으며 여자 배우인 마리카 라게르크란츠의 남동생이기도 하다.
2011년에 출간된 축구 선수 즐라탄 이브라히모비치의 자서전인 《나는 즐라탄이다》의 대필작가를 맡았다. 2015년에는 스티그 라르손이 썼던 소설 《밀레니엄 시리즈》의 4부인 〈거미줄에 걸린 소녀〉를 출간했으며 2017년에는 소설 《밀레니엄 시리즈》의 5부인 〈자기 그림자를 찾는 남자〉를 출간했다.